# Lionel Enguene
Lionel Zacharie Enguene Onana (Bertoua, Camerun, 7 de gener de 1996) és un futbolista camerunès que ocupa tant la posició de migcampista com la d'interior que des del 2021 juga a l'Olímpic de Xàtiva i que va jugar al Futbol Club Barcelona B.